# Rádió Bridge
A Rádió Bridge (későbbi nevén Bridge FM) volt az egyik első magyarországi magántulajdonú kereskedelmi rádió.

## Története
A rádiót még az 1989-ben bevezetett frekvenciamoratórium idején, George Bush amerikai elnök látogatásának napjaiban indították útnak magánszemélyek. A technikai hátterét kezdetben a Magyar Posta, pénzügyi hátterét svéd és norvég vállalkozók biztosították. Az adót csak ideiglenes szolgáltatásnak szánták, ám a rendszerváltás idején a kormányzat nem lépett fel az ideiglenes engedély megszüntetése érdekében.
A rádió által szolgáltatott műsor kezdetben kifejezetten a Magyarországon dolgozó nyugati üzletembereknek szólt. A nyugati könnyűzene mellett óránként sugározta az Amerika Hangja (Voice of America, VoA) angol nyelvű híreit, 23 órától pedig Willis Conover jazzműsorát.
Az alapító vállalkozás pénzügyi ellehetetlenülése után a Postabankhoz közel álló Híd Rádió Rt. szerezte meg a Rádió Bridge tulajdonjogát. Az új tulajdonos látott hozzá, hogy a rádiót Budapest vezető kereskedelmi rádiójává tegye. 1992 januárjától a VoA angol nyelvű híradásait fokozatosan kivonták a programkínálatból. A korszak ismert rádiós személyiségeit csábították az adóhoz, egy ideig a Rádió Bridge munkatársa volt többek között Nagy György, Jakupcsek Gabriella, Palcsó Brigitta, Gundel-Takács Gábor, Villám Géza, Jeszenszky Zsolt és Világi Péter. A rádió alapító zenei szerkesztői voltak: Megyeri Orsolya (zenei igazgató), Horváth Orsolya, Szever Pál, Csík Gabriella,  Kocsándi Andrea, Fuchs László, Márton György, Szigeti Szabolcs, Varga Ramóna, Pászti Károly. A frekvenciatörvény (1993. évi LXII. törvény) megszületése és a kereskedelmi rádiók számának gyors bővülése arra kényszerítette a rádió vezetését, hogy folyamatosan új arculattal és tartalommal próbálja meg nyereségessé tenni a vállalkozást.
Az ezredfordulót megelőzően Rádió Bridge nem slágerjellegű, igényesebb könnyűzenével kísérelte meg elérni a hallgatókat, majd egy hirtelen arculatváltást követően a nyugalmat sugárzó könnyűzenei felvételeket tette a fő műsorelemmé. Az országos kereskedelmi rádiók és a hálózatba szerveződő helyi műsorszolgáltatókkal szemben a Rádió Bridge rétegigények kiszolgálására tett kísérletet, sikertelenül. A megingott helyzetű kereskedelmi adót 2001-ben Szegő Tibor vezetésével próbálták meg újjászervezni, a kísérlet azonban kudarcba fulladt. A sikertelen kitörési kísérletek után a vállalkozás tulajdonosai a rádió teljes újrapozicionálása mellett döntöttek, az átalakításnak a Bridge márkanév megszüntetése is része volt.
A Rádió Bridge 2002. december 26-án adta át helyét a populáris könnyűzenét sugárzó Sztár FM-nek.